# École supérieure d'art et de design TALM-Angers
 (juillet 2014).
Si vous disposez d'ouvrages ou d'articles de référence ou si vous connaissez des sites web de qualité traitant du thème abordé ici, merci de compléter l'article en donnant les références utiles à sa vérifiabilité et en les liant à la section « Notes et références ».
Pour les articles homonymes, voir École des beaux-arts et École supérieure d'art.
L'École supérieure d'art et de design TALM-Angers, anciennement École régionale des beaux-arts d'Angers ou École supérieure des beaux-arts d'Angers (ESBA), est une école supérieure d'art et de design publique située à Angers, issue de la réunion des écoles des beaux-arts de Tours, Angers et Le Mans.
L'ESBA a intégré l'établissement public de coopération culturelle TALM en 2010. L'école est aujourd'hui un établissement public sous tutelle du ministère de la Culture. Elle offre un vaste éventail de formations en art, en conservation-restauration et en design et des spécialisations en art : sculpture, techniques textiles ; en design : computationnel et mécatronique, objet, sonore, territoire. L’enseignement y est dispensé par un corps professoral qui regroupe artistes, plasticiens, photographes, architectes, chercheurs, designers, théoriciens, conservateurs-restaurateurs, etc. L'école accueille chaque année près de 300 élèves qui se destinent aux métiers de l’art et du design.

## Historique

### De la fondation aux années 1980
L'école fondée au milieu du XVIIIe siècle est une académie royale.
Après la Révolution française, elle devient école municipale de dessin en 1795.
Le 29 juin 1885, elle est agréée par le ministère de l'Éducation de l'époque. L'enseignement est alors marqué par la présence d'Eugène Brunclair (1832-1918), puis de Charles Berjole.
En 1919, la ville nomme une commission pour réorganiser l'école et le 25 mars 1921, le maire écrit aux professeurs pour leur indiquer que l'école sera fermée en vue de sa réorganisation et qu'il n'est pas certain qu'ils seront repris dans la nouvelle structure. Elle prend dès lors le nom d'École régionale des beaux-arts et des arts décoratifs.
Bien que la commission propose un candidat, le ministère de l'Instruction publique demande l'ouverture d'un concours dont les dates retenues sont les 20-22 octobre 1921. Le salaire proposé pour le poste est fort modeste (8 000 francs) pour diriger l'établissement et faire 18 heures de cours en plus. Les candidats ne sont pas nombreux : Victor René Livache, Jules Mignon, Michel Péan, Jacques Volot, anciens élèves de l'école et Pierre Galle ancien élève de l'École régionale des beaux-arts de Rennes. C'est Livache qui remporte le concours dont le thème était la décoration d'une salle à manger, avec son Festin de Gargantua. 
Après la Seconde Guerre mondiale, l'école est en ruine. Pierre Thézé, rentré de la villa Médicis, en est nommé directeur et relève l'école de ses ruines. Elle s'installe de part et d'autre de la rue Bressigny à Angers. Le bâtiment principal (administration, salle de conférences, bibliothèque) se situe dans l'hôtel d'Ollone, datant de 1790, et acquis en 1950 par la ville. La rotonde, œuvre de l'architecte André Mornet, et visible dans la cour, date de 1956. De nouvelles sections sont créées sous son impulsion (« communication », « formes utiles », « tapisserie », « collaborateurs d'architectes »…), la durée du cycle passe à cinq ans en arts et en communication.
En 1982, sous la direction de Pierre Vélon, l'école est réorganisée en trois options de spécialisation : « art », « communication visuelle/audio-visuelle », puis « design/architecture intérieure ».

### Intégration dans l'EPCC TALM
L’École supérieure des beaux-arts d'Angers intègre en 2010 l’établissement public de coopération culturelle (EPCC) TALM — qui regroupe les écoles supérieures d'art de Tours, Angers et Le Mans — à la suite des accords de Bologne portant sur l’organisation de l’enseignement supérieur dans l’espace européen (réforme LMD).
En 2016, TALM embrasse une nouvelle identité et devient École supérieure d'art et de design. Elle est membre de l'Association nationale des écoles d'art (ANdéA).
Implantée sur trois villes (Tours , Angers et Le Mans), trois départements (Indre-et-Loire , Maine-et-Loire, Sarthe) et deux régions (Centre Val de Loire et Pays de la Loire), TALM est un des acteurs de l’enseignement supérieur et de la culture des territoires ligériens . L’établissement accueille sur ses trois sites plus de six cents élèves (troisième école d’enseignement artistique en France), avec cent quarante-cinq salariés dont cent cinq professeurs.

### Programme et enseignements
Les principaux objectifs d’intérêt général de TALM sont les suivants :
- assurer un enseignement supérieur en art et délivrer des diplômes conférant les grades licence, master et doctorat (en cours) :

les diplômes délivrés par TALM sont le DNA (diplôme national d'arts plastiques en trois ans) et le DNSEP (diplôme national supérieur d'expression plastique en cinq ans) en option Art (avec des mentions Conservation restauration des biens culturels spécialité œuvres sculptées, Sculpture et Techniques textiles) et en option Design (avec des mentions BAD design, Design computationnel et mécatronique, Design sonore et Design et territoire) ;
- nouer des partenariats avec les institutions académiques (universités, autres établissements d’enseignement supérieur) et culturelle des territoires ;
- participer au développement de l’enseignement supérieur et être présent dans les COMUE (Communautés d’universités et d’établissements) dont l'école relève ;
- développer un réseau de partenaires internationaux dans le cadre des politiques européennes (via le dispositif Erasmus+ notamment) et internationales ;
- organiser des expositions, des colloques ou encore des rencontres de nature à mieux faire connaître les enjeux et les acteurs de l’art contemporain ;
- participer au niveau national au travail de concertation entre les écoles d’art pour anticiper et coordonner l’enseignement supérieur artistique ;
- participer à la recherche en art (TALM est actif dans ce domaine depuis plusieurs années) et mettre en place un troisième cycle artistique (en cours pour TALM) ;
- proposer aux enfants et aux adultes des cours publics avec de multiples choix tels que peinture, dessin, sculpture, histoire de l’art, photographie, arts du feu, etc. (cela concerne plus de mille personnes sur les trois sites).

TALM se caractérise par les compétences très diverses du corps professoral (artistes, designers, architectes, photographes, vidéastes, spécialistes des arts numériques, conservateurs-restaurateurs, etc.) et des équipes techniques chargées des ateliers (lithographie, sérigraphie, arts numériques, métallerie, menuiseries, arts du feu, etc.).
TALM-Angers propose des diplômes d'État en art et en design conférant les grades de licence et de master.
À côté de ces formations spécialisées, l'école accueille de nombreux amateurs et enfants (environ 650 inscrits) dans des ateliers de sensibilisation et de loisir.
Plusieurs anciens étudiants de l'école se sont orientés vers la bande dessinée comme Pascal Rabaté, Claire Braud, Johann G. Louis, Olivier Supiot, Hubert, publiés par de grandes maisons d'éditions (Dargaud, Casterman, Futuropolis…) ; cf. ci-dessous.

### Anciens élèves notables
- Jean-Max Albert
- Ludovic Alleaume, peintre verrier
- Nathalie Béasse, metteure en scène
- Pierre Besson
- Nathalie Bodin, autrice de BD
- Claire Braud, autrice de BD
- Boris Beuzelin, auteur de BD
- Guillaume Constantin[4]
- Rguibi Bouzid
- Yoann Chivard, auteur de BD
- Jean Commère
- Jules Dauban (1822-1908), peintre, élève avant 1844
- Georges Delahaie, sculpteur
- Pierre Gaste
- Johann G. Louis[5], auteur de BD
- Hubert, auteur de BD
- Michel Jaffrennou
- Martin Jarrie, peintre et illustrateur[6]
- Jean Larivière
- Victor Livache
- Randa Maroufi
- Marc-Antoine Mathieu
- Vincent Mauger
- Jules Mignon
- Éric Omond, auteur de BD
- Michel Péan
- Pascal Rabaté, auteur de BD
- Roger Schardner
- Olivier Supiot, auteur de BD
- Gilles Servat
- Daniel Tremblay
- Jacques Volot

## Diplômes
L'École d'Angers délivre les diplômes suivants : 
- le diplôme national d'arts option Art, (DNA), en trois ans, grade licence
- le diplôme national d'arts option Art mention Techniques textiles, (DNA), en trois ans, grade licence
- le diplôme national d'arts option Design, (DNA), en trois ans, grade licence
- le diplôme national supérieur d'expression plastique option Art (DNSEP), en cinq ans, grade master
- le diplôme national supérieur d'expression plastique option Design (DNSEP), en cinq ans, grade master

## Cursus

### Art
L’option Art, construite sur le fondement commun d’une pédagogie généraliste, s’attache à offrir à l’élève la possibilité d’expérimenter des techniques, des savoir-faire, des approches méthodologiques diverses, et d’investir des modes artistiques les plus larges possibles : de la peinture, du dessin, du graphisme, de la sculpture, de l’installation, de l’architecture, de la photographie, de la vidéo, du cinéma, de la création sonore jusqu’à l’art numérique. La pédagogie de cette option se décline en différentes orientations, selon les sites, en lien avec la spécificité des équipes pédagogiques, les outils à disposition et les axes du projet pédagogique.

### Techniques textiles
TALM-Angers propose une formation sur la connaissance des techniques textiles, aussi bien traditionnelles – tapisserie, dentelle, broderie, maille – que contemporaines – e-textile, « futuro-textiles» et toutes les techniques d’impression – au service de la production artistique des élèves. Cette formation, positionnée sur l’option Art questionne toutes les formes d’art textile dans l’art actuel. Elle est l’une des rares présentes en France et se différencie clairement des formations en design textile existantes dans quelques écoles supérieures d’art françaises. 
La formation repose sur trois axes : l’apprentissage des fondamentaux de la formation du premier cycle à la création ; la connaissance des techniques textiles grâce aux rencontres et visites dispensées auprès d’acteurs d’un réseau étendu de professionnels ; l’initiation aux techniques et la pratique de certaines d’entre elles choisie par l’élève à l’atelier et au cours des stages professionnels.

### Design
L'option Design d'Angers convoque une porosité entre trois disciplines de la création : beaux-arts, architecture et design. La formation recourt à des outils pour provoquer des croisements dans les manières de faire et de penser. Art, architecture et design structurent l’enseignement au sein d’ateliers où chacun de ces domaines est représenté. L’élève, acteur de sa formation, est appelé à développer un travail singulier à la croisée de ces disciplines.
Dans un premier temps, l'option cherche à questionner la commande pour en expérimenter les limites, les usages, les fonctions et les contextes. Pour ce faire, l’option recourt à la création de formes qui peuvent être aussi bien une fiction, un récit alternatif, qu’un objet industriel prospectif ou qu’une architecture issue du paysage. Toutes ses formes sont à même de proposer une autre façon, concrète et plausible, d’aborder le réel. Le designer est un passeur qui sait se départir des conventions et des idées reçues pour dessiner un monde en devenir.
L'option Design d'Angers se caractérise par son esprit critique, questionne les systèmes économiques, politiques ou encore sociaux et comme toute forme de création, propose une autre vision du monde.
Le DNSEP Design est accrédité par la Chambre française des architectes d'intérieur (CFAI),.

## Partenariats
TALM-Angers participe à de nombreux échanges internationaux, notamment dans le cadre du programme Erasmus. Des accords internationaux permettent aux étudiants d'effectuer des séjours pédagogiques à l'étranger, de poursuivre leurs études à l'Université de Montréal au Québec, ou de profiter des échanges avec l'association ELIA : European League of Institutes of the Arts, ainsi que de participer aux échanges avec le Conservatoire des arts et métiers multimédia de Bamako (ville jumelée à Angers) au Mali.
Autres partenariats : le Comité Équestre de Saumur, le Conseil d'architecture, d'urbanisme et d'environnement (CAUE) du Maine-et-Loire, le Centre national de danse contemporaine, Le Chabada, Le Quai, l'université d'Angers, le Nouveau théâtre d'Angers, le musée des beaux-arts d'Angers, le Frac des Pays de la Loire, le lycée La Baronnerie.

## Organisation

### Direction
- ?-1920 : la direction est généralement assurée par le conservateur du musée des beaux-arts d'Angers
  - 1889-? Eugène Brunclair (1832-1918)
- 1921-1944 : Victor Livache (1872-1944)
- 1944-1950 : ?
- 1950-1982 : Pierre Thézé (1913-1999)
- 1982-2005 : Pierre Vélon
- 2005-2013 : Christian Dautel
- 2014-2019 : Stéphane Doré
- Depuis 2019 : Marie-Haude Caraës

### Corps enseignant
Source
- Dominique Allard
- Olivier Assouly
- Thomas Bauer
- Cyrille Berger
- Collectif 1.0.3 (Arnaud Bernus et Anne Couzon Cesca)
- Sophie Breuil
- Denis Brillet
- Bernard Calet
- Sophie Cure
- Camille Debrabant
- Mathieu Delalle
- David Enon
- Julie C. Fortier
- Gildas Guihaire
- François Guindon
- Philippe Hurteau
- Sandrine Jousseaume
- Regine Kolle
- Christophe Le Gac
- Isabelle Lévènez
- Chloé Maillet
- Alain Manceau
- Grégory Markovic
- Laurent Millet
- Angeline Ostinelle
- Sandrine Pincemaille
- Sébastien Pluot
- Etienne Poulle
- Jacqui Riva
- Tamarind Rossetti
- Vanessa Theodoropoulou
- Fabien Vallos
- Brankica Žilović

### Anciens professeurs
- Charles Berjole
- Eugène Brunclair (1832-1918), dessin
- Georges Chesneau, sculpteur
- Philippe Cognée
- Alain Declercq
- Nicolas Fedorenko
- Francis Limérat
- Victor Livache
- Jacques-Henry Martin
- Hélène Mugot
- Jean-Pierre Pincemin
- Hubert Tonka
- Raphaël Zarka